# Pierre Desceliers

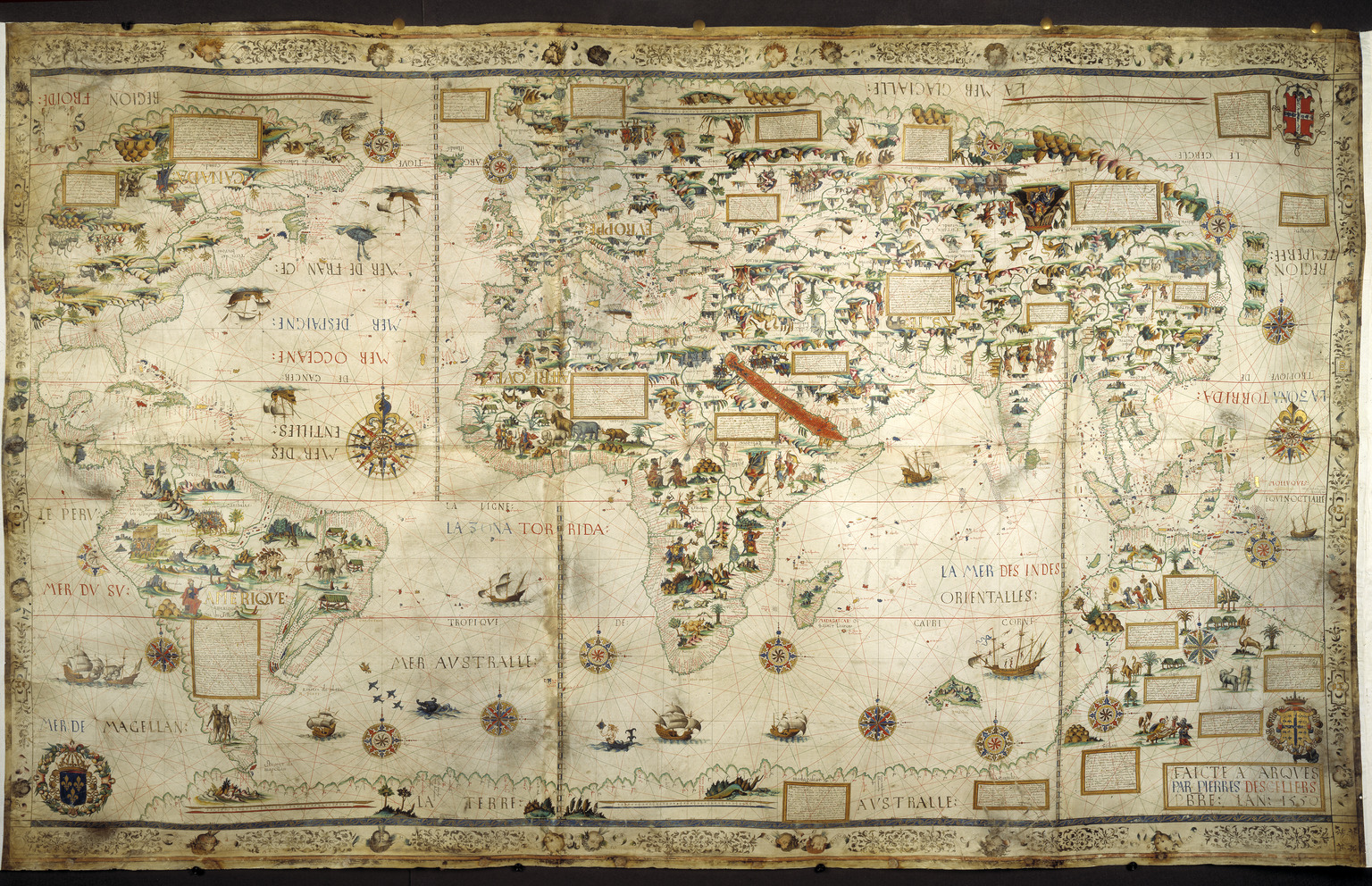
Mappa del mondo completata nel 1550

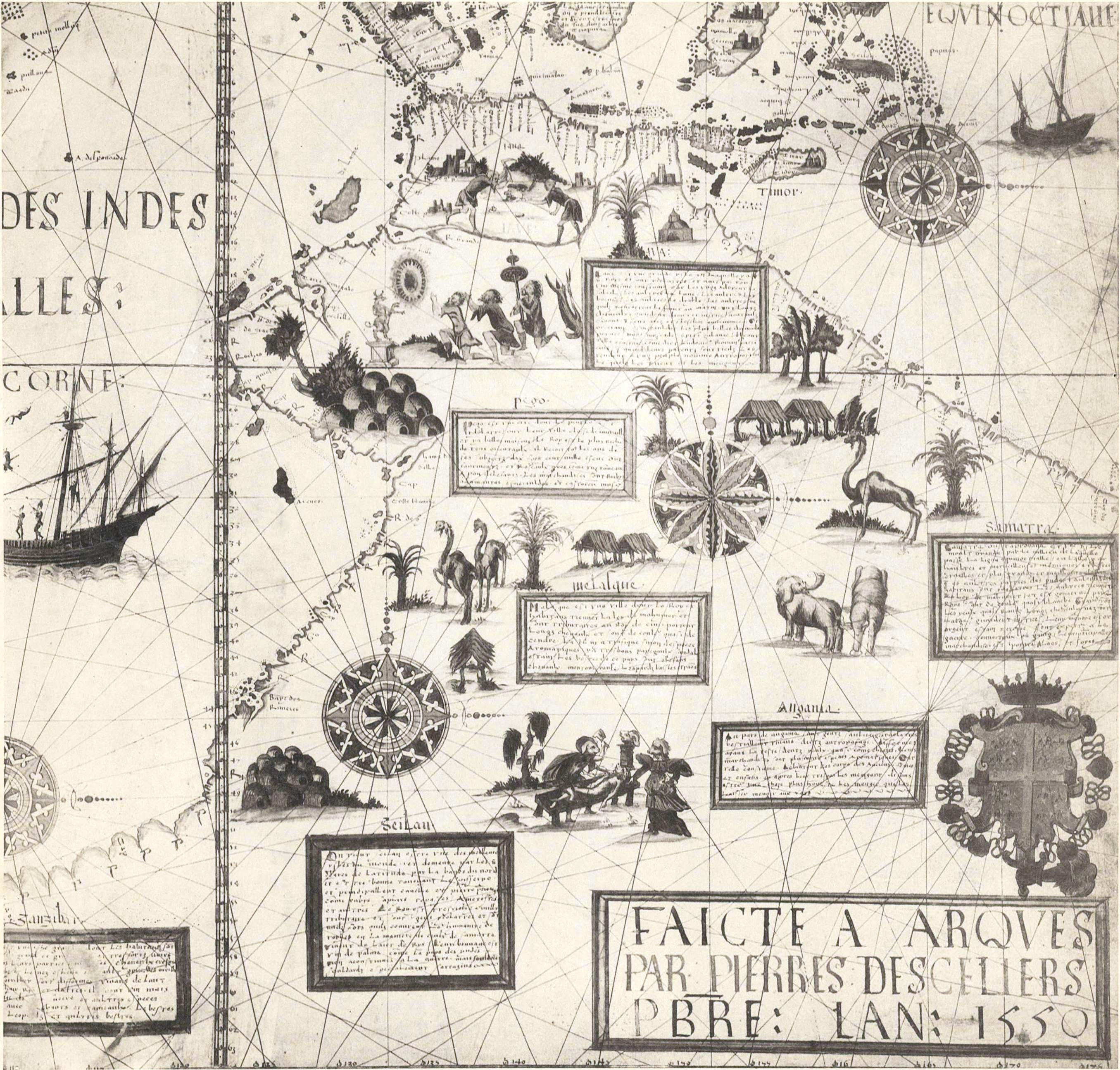
Dettaglio della mappa Giava La Grande, 1550

Pierre Desceliers (fl. XVII secolo) è stato un cartografo francese membro di spicco della scuola cartografica di Dieppe e considerato il padre dell'idrografia francese.

## Biografia
Pierre Desceliers fu attivo tra il 1537 e il 1553, ma di sa poco della sua vita. Probabilmente nacque ad Arques-la-Bataille. La più antica fonte documentaria sulla sua vita lo colloca lì come sacerdote nel 1537.
Il padre di Desceliers era un arciere al Castello di Arques e la sua famiglia potrebbe avere origini nella regione d'Auge, dove il cognome sopravvive tra Honfleur e Pont-l’Évêque.
Desceliers fu anche docente esaminatore di piloti marittimi e fu autorizzato a rilasciare brevetti per conto del re di Francia, come evidenziato dal sigillo trovato con le sue iniziali. Probabilmente insegnò anche idrografia. Realizzò una carta idrografica della costa francese per Francesco, Duca di Guisa. Non si sa nulla della sua vita dopo la creazione della mappa del 1553; il Dictionnaire de biographie française suggerisce che morì dopo il 1574, ma nessuna delle sue fonti sostiene questa affermazione.